# Centro Universitário do Estado do Pará
O Centro Universitário do Estado do Pará, também chamado Cesupa, é uma instituição de ensino superior brasileira, fundada em 1986 com cinco campi localizados na cidade de Belém, no estado do Pará. 
Avaliada em nota 4 pelo Ministério da Educação (MEC), a instituição oferece cursos de graduação e pós-graduação nas áreas de ciências humanas, exatas e biológicas, nas modalidades presencial e a distância.
A instituição carrega como missão formar profissionais de qualidade que dominem a realidade local e o contexto global, por meio de um projeto educacional inovador.
Atualmente, mantém 16 cursos de graduação. Na pós-graduação, oferece 28 cursos de especialização, residências e 3 mestrados.

## História
A Associação Cultural e Educacional do Pará - ACEPA, foi instituída em 01/10/1986, como instituição de Direito Privado, sem fins lucrativos, de caráter educacional, conforme estabelece sua Ata de Constituição. A Instituição tem como finalidade, entre outras, manter o Centro de Ensino Superior do Pará - CESUPA.
Ao  longo de sua trajetória o Centro de Ensino Superior do Pará recebe do Conselho Nacional de Educação, em 14 de junho de 2002, seu credenciamento como Centro Universitário, mediante a publicação, no Diário Oficial da União, da Portaria n.º 1728, de 13/06/02, passando a denominar-se Centro Universitário do Estado do Pará - CESUPA. A conquista alcançada representa o coroamento do trabalho até aqui desenvolvido pelo conjunto institucional e consagra o projeto educacional do CESUPA, construído com segurança e equilíbrio, e sintonizado com a realidade sócio-econômico-cultural de nossa comunidade.
O CESUPA, comprometido com os princípios de qualidade e de contemporaneidade, incorpora, em seu projeto acadêmico, essencialmente, as funções de ensino e extensão, contemplando a pesquisa em algumas áreas de sua atuação específica.
A proposta acadêmica do CESUPA vem sendo construída a partir de um caráter integrador, de modo a superar a dicotomia formação geral versus formação específica, reservando-se, a primeira, para a graduação e, a segunda, para a pós-graduação.
A ideia da integração, vale sublinhar, é a linha mestra do projeto acadêmico, ao lado da reorientação da atitude intelectual e da ação do futuro profissional do CESUPA. Essa concepção integradora envolve um tríplice aspecto: integração da teoria à prática, integração ensino-serviço e integração disciplinar.

## Cursos
| Ciências Biológicas e da Saúde - Enfermagem - Farmácia - Fisioterapia - Medicina - Nutrição - Odontologia - Psicologia | Ciências Exatas e Tecnologia - Ciência da Computação - Engenharia de Produção - Engenharia de Computação - Engenharia Civil | Ciências Sociais Aplicadas - Administração - Arquitetura e Urbanismo - Ciências Contábeis - Comunicação Social/Publicidade e Propaganda - Direito |